# Dziura pod Lodową Małołącką I
Dziura pod Lodową Małołącką I – jaskinia w Dolinie Małej Łąki w Tatrach Zachodnich. Wejście do niej znajduje się w południowej części Mnichowych Turni, w stoku Koprowych Mniszków opadającym do Niżniej Świstówki, poniżej Jaskini Lodowej Małołąckiej, na wysokości 1590 metrów n.p.m. Długość jaskini wynosi 6 metrów, a jej deniwelacja 1 metr.

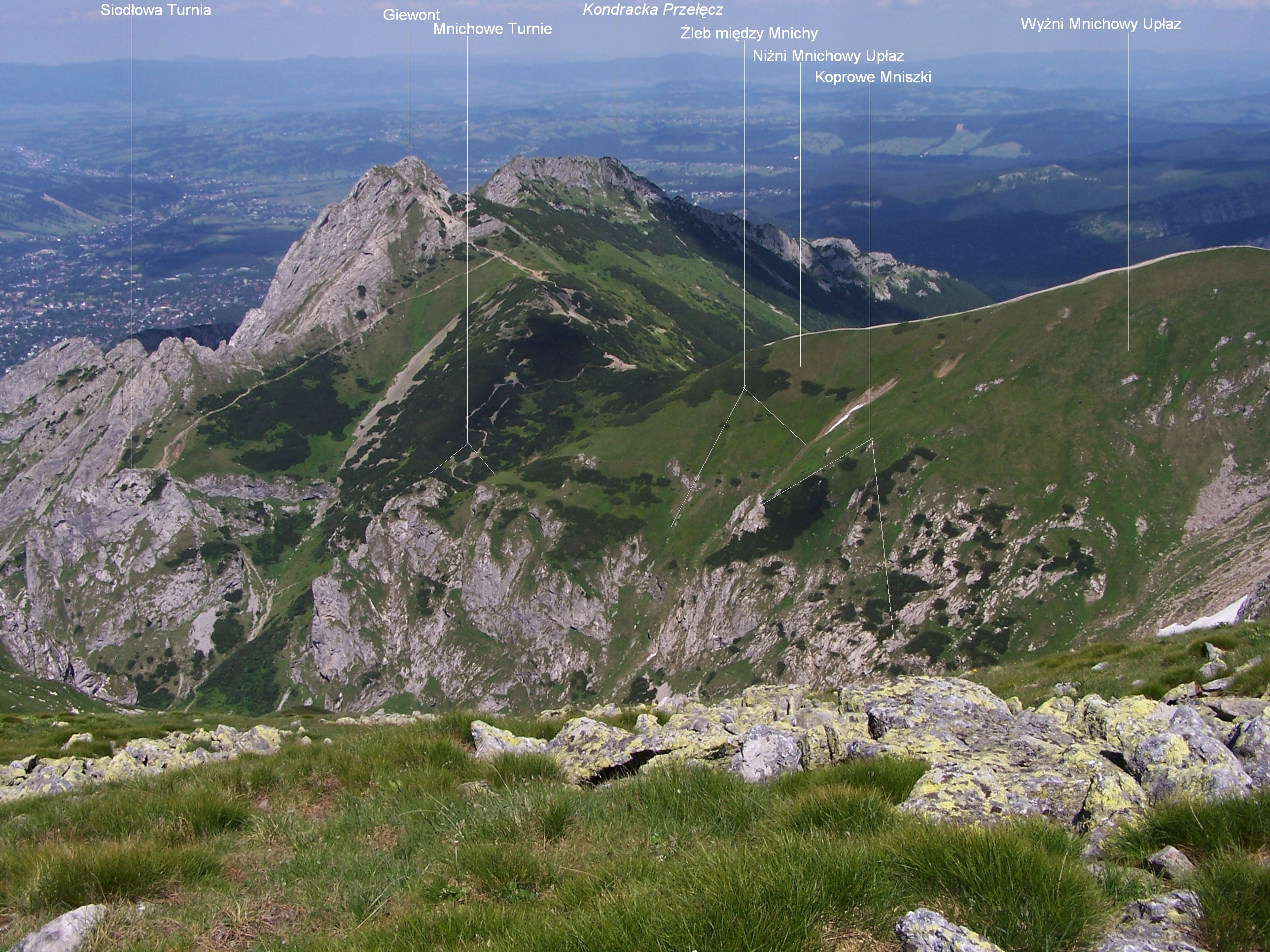
Widok z Czerwonego Grzbietu na Koprowe Mniszki

## Opis jaskini
Jaskinię stanowi poziomy i prosty korytarz zaczynający się w bardzo małym, trójkątnym otworze wejściowym, a kończący niedużą salką. Z salki odchodzi niewielki kominek i krótki, szczelinowy korytarzyk.

## Przyroda
W jaskini można spotkać nacieki grzybkowe. Zamieszkują ją nietoperze. Ściany są wilgotne, rosną na nich mchy i porosty. 

## Historia odkryć
Brak jest danych o odkrywcach jaskini. Pierwszy jej plan i opis sporządziła I. Luty przy pomocy T. Ostrowskiego w 1979 roku.